# Vladlena Bobrovnikova
Vladlena Eduardovna Bobrovnikova (Krasnodar, 24 de outubro de 1987) é uma handebolista profissional russa, campeã olímpica.

## Carreira
Vladlena Bobrovnikova fez parte do elenco medalha de ouro na Rio 2016.